# Povoado de S. Martinho
A antiga aldeia de São Martinho localiza-se a poente de Covas do Barroso, ao lado da estrada para Dornelas.

## Descrição Histórica
Esta povoação era uma aldeia com umas poucas dezenas de casas, abandonada algures em época moderna por razões desconhecidas, mas que a tradição local afirma ter sido devido a um surto de peste. Curiosamente, e ao contrário do que é normal, não são presentemente conhecidos com segurança vestígios de alguma igreja ou capela na aldeia. 
No entanto, para além do topónimo São Martinho, existe dentro da antiga aldeia um recinto murado designado de "Terra da Capela". Este é um recinto bastante peculiar e pouco usual. É formado por um muro muito alto, com 3/4 metros de altura, já parcialmente arruinado, e que isola eficazmente o interior do recinto do resto da aldeia. A largura do muro varia entre 1 e 2 metros, e forma um grande recinto com uma forma aproximada de meia lua. É tradição local que havia no interior uma capela, adossada ao muro, mas o denso matagal que ocupa o recinto não permitiu a detecção de eventuais vestígios da sua existência. A existir efectivamente uma igreja ou capela, não seria surpreendente que pudesse ter origem medieval.